# Filippowka (Kaliningrad, Prawdinsk)
Filippowka (russisch Филипповка, deutsch Dommelkeim, Kreis Friedland/Bartenstein) ist ein Ort in der russischen Oblast Kaliningrad (Gebiet Königsberg (Preußen)) und gehört zur Domnowskoje selskoje posselenije (Landgemeinde Domnowo (Domnau)) im Rajon Prawdinsk (Kreis Friedland (Ostpr.)).

## Geographische Lage
Filippowka liegt im Westen des Rajon Prawdinsk unweit der Grenze zum Rajon Bagrationowsk (Kreis Preußisch Eylau) und 14 Kilometer von Prawdinsk (Friedland) entfernt. Durch den Ort verläuft die russische Regionalstraße 27A-083 (ex A 196) und ehemalige deutsche Reichsstraße 131. Innerorts zweigt eine Nebenstraße ab, die nach Sosnowka (Puschkeiten) und Saretschje (Meisterfelde) führt. Eine Bahnanbindung besteht nicht.

## Geschichte
Am 19. Oktober 1907 wurde der damals Dommelkeim genannte Gutsbezirk durch Herauslösung aus dem Gutsbezirk Puschkeiten (heute russisch: Sosnowka) gebildet. Er gehörte zum Amtsbezirk Puschkeiten (1937 in „Amtsbezirk Stockheim“ (heute russisch: Saizewo) umbenannt) im 1927 zum Landkreis Bartenstein (Ostpr.) umbenannten Kreis Friedland im Regierungsbezirk Königsberg der preußischen Provinz Ostpreußen.
Im Jahre 1910 zählte das Gutsdorf Dommelkeim 65 Einwohner. Am 30. September 1928 verlor Dommelkeim seine Selbständigkeit, als es sich mit den Gutsbezirken Meisterfeld (Saretschje), Puschkeiten (Sosnowka) und Schleuduhnen (Marjino) zur neuen Landgemeinde Puschkeiten (Sosnowka) zusammenschloss. Am 1. April 1937 wurde Dommelkeim mit Schleuduhnen aus der Gemeinde Puschkeiten in die Gemeinde Eisenbart (Konstantinowka) umgemeindet.
Infolge des Zweiten Weltkrieges kam Dommelkeim mit dem nördlichen Ostpreußen zur Sowjetunion und erhielt 1950 die Bezeichnung „Filippowka“. Bis zum Jahre 2009 war der Ort in den Domnowski sowjet (Dorfsowjet Domnowo (Domnau)) eingegliedert. Seither ist er aufgrund einer Struktur- und Verwaltungsreform eine als „Siedlung“ (russisch: possjolok) eingestufte Ortschaft innerhalb der Domnowskoje selskoje posselenije (Landgemeinde Domnowo) im Rajon Prawdinsk.

## Kirche
Mit seiner überwiegend evangelischen Bevölkerung war Dommelkeim bis 1945 in das Kirchspiel Stockheim (heute russisch: Saizewo) eingepfarrt. Es gehörte zum Kirchenkreis Friedland (heute russisch: Prawdinsk), danach zum Kirchenkreis Bartenstein (heute polnisch: Bartoszyce) in der Kirchenprovinz Ostpreußen der Kirche der Altpreußischen Union. Letzter deutscher Geistlicher war Pfarrer Ernst Mölleken.
Heute liegt Filippowka im Einzugsbereich der Kirchengemeinde Domnowo (Domna), die eine Filialgemeinde der Auferstehungskirche in Kaliningrad (Königsberg) ist. Sie gehört zur Propstei Kaliningrad der Evangelisch-Lutherischen Kirche Europäisches Russland (ELKER).

## Persönlichkeiten des Ortes
- John von Collas (1678–1753) war Gutsbesitzer von Dommelkeim, preußischer Gelehrter und Baumeister
- Johann Jakob von Collas (1721–1792) war Gutsherr auf Dommelkeim und preußischer Kapitän